# الكامل ناصر الدين محمد
الملك الكامل ناصر الدين محمد بن العادل سيف الدين أحمد لقب بـ أبي المعالي، (576-635 هـ) خامس سلاطين الدولة الأيوبية حكم من 1218م إلى 1238م. تنازل عن بيت المقدس للصليبيين.كان عارفا بالأدب والشعر، وسمع الحديث ورواه. ولاه أبوه الديار المصرية سنة 615 هـ خمس عشرة وستمائة، وحسنُت سياسته فيها، واتجه إلى توسيع نطاق ملكه فاستولى على حران، والرها، وسروج، والرقة، وآمد ثم امتلك الديار الشامية.
له مواقف مشهورة في الجهاد بدمياط ضد الإفرنج، وكان حازمًا عفيفا عن الدماء، مهيبا، يباشر أمور الملك بنفسه. تملك الديار المصرية تحت جناح والده عشرين سنة وبعده عشرين سنة، وتملك دمشق قبل موته بشهرين، وتملك حران وآمد وتلك الديار.
كان صحيح الإسلام معظمًا للسنة وأهلها محبًا لمجالسة العلماء فيه عدل وكرم وإحياء وله هيبة شديدة. مرض بقلعة دمشق بالسعال والإسهال نيفًا وعشرين ليلة، وكان في رجله نقرس فمات في الحادي والعشرين من رجب. من آثاره المدرسة الكاملية بمصر، وقد توفي الملك الكامل في دمشق سنة (635هـ) ، واستمر في الملك عشرين سنة.